# Physalaemus biligonigerus
Physalaemus biligonigerus es una especie de ránidos de la familia Leiuperidae. También es popularmente conocida como "ranita de cuatro ojos","ranita llorona" o "ranita maulladora".
La especie fue descripta por primera vez por el paleontólogo y biólogo Edward Drinker Cope en 1861.

## Identificación
Esta es una especie de tamaño mediano (20-40 mm) cuyo cuerpo es robusto. Tiene la cabeza corta y el hocico tiene un aspecto truncado en vista lateral. En el caso de los machos, poseen un saco vocal bien desarrollado que en algunos individuos de la especie adquiere un tono oscuro. 
El diseño de su dorso es muy variado y va desde ejemplares casi sin diseño o con pequeños puntos oscuros hasta ejemplares con un notable marmolado en tonos de sepia, marrón y beige. La coloración del mismo se encuentra en una gama de marrón clara a castaña.
El vientre en general es blanco y sin manchas. 
Sus patas son cortas y sin membrana interdigital. Posee tubérculos metatarsales muy desarrollados, particularmente el externo, los que pueden ser usados para cavar.

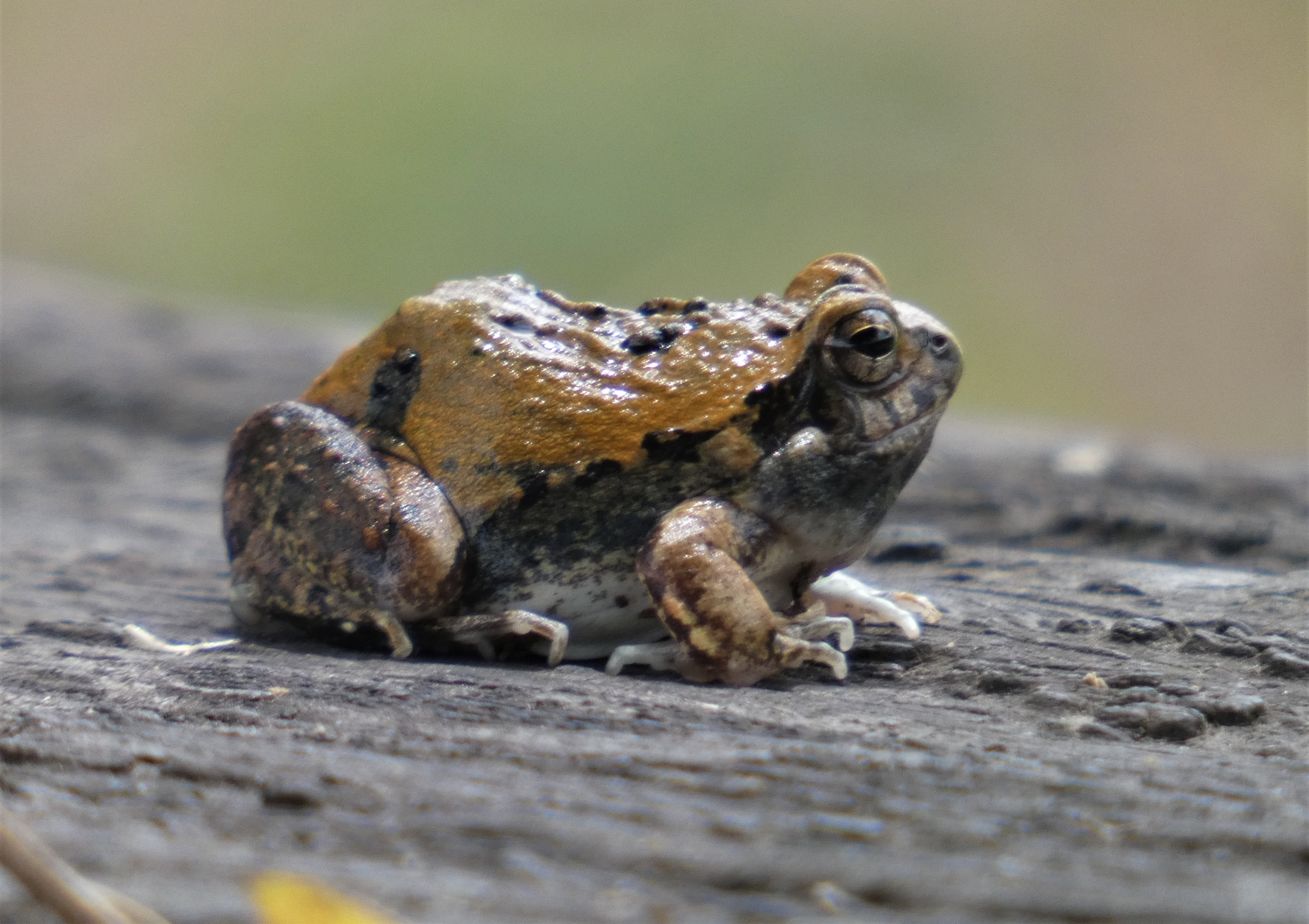
Ranita de cuatro ojos. Fotografía tomada en Treinta y Tres, Uruguay. 2022. Su autor es el Museo Nacional de Historia Natural de Uruguay

## Hábitat
Su hábitat es terrestre. Se la encuentra en praderas y pastizales bajos inundables. En general, está presente en ecosistemas serranos pero hay poblaciones que llegan a encontrarse en planicies costeras.
Se refugia en cuevas que ella misma construye, pero puede utilizar cavidades ya existentes dadas por grietas o construidas por otros animales. También puede resguardarse bajo piedras o troncos.

## Estrategia de defensa ante depredadores
Sus principales depredadores son insectos de gran porte (como los belostómidos), la culebra Liophis poecilogyrus y anfibios del género Ceratophrys. También en algunos casos sus nidos pueden ser depredados por animales domésticos.
Para defenderse ante ataques aparenta ser un animal de mayor tamaño, al hinchar su dorso y mostrar el par de glándulas inguinales que simulan ser ojos.  

## Distribución geográfica
Se encuentra en el norte y centro- oeste de Argentina (en las provincias de Buenos Aires, Catamarca, Córdoba, Chaco, Corrientes, Entre Ríos, Formosa, Jujuy, La Pampa, Salta, Misiones, San Luis, La Rioja, Santiago del Estero, Santa Fe y Tucumán),  Bolivia (Santa Cruz, Chuquisaca y Tarija), en el sur de Brasil (desde el estado de Mato Grosso do Sul hasta Rio Grande do Sul), Paraguay  y Uruguay (en gran parte de su territorio).

## Reproducción
En Uruguay se reproduce entre los meses de octubre y marzo. Los machos vocalizan principalmente luego del ocaso y hasta altas horas de la madrugada en un sitio generalmente tapizado de gramíneas. 
La pareja construye un nido (entre 8 y 10cm) de espuma batiendo una sustancia albumínoidea que la hembra libera junto con los óvulos durante el amplexo (usualmente el macho se posiciona sobre el dorso de la hembra y la abraza). El nido puede albergar unos 1000 huevos de color blanco amarillento.
La metamorfosis es rápida y las larvas son predominantemente de color gris pardo.

## Dieta
Se alimenta principalmente de isópteros (termitas). También secundariamente se alimenta de ortópteros (saltamontes y grillos), himenópteros (hormigas), coleópteros (cascarudos), e isópodos (crustáceos terrestres).